# Jilin
Jilin (kinesisk: 吉林, pinyin: Jílín, Wade-Giles: Chi-lin) er en provins i Folkerepublikken Kina beliggende ved den nordøstlige del af landet. Jilin grænser op til Nordkorea og Rusland i øst, Heilongjiang i nord, Liaoning i syd og Indre Mongoliet i vest. Navnet blev tidligere translitereret til Kirin inden pinyinstandarden kom til. Jilin er en del af det område, der er kendt som Manchuriet.

## Administrative enheder
Jilin er inddelt i 9 enheder på præfekturnivau (Én subprovinsiel by, 7 bypræfekturer og et autonomt præfektur).
| Kort | Kort                     | Kort             | Kort                         | Kort                   | Kort               | Kort | Kort |
| ---- | ------------------------ | ---------------- | ---------------------------- | ---------------------- | ------------------ | ---- | ---- |
|      |                          |                  |                              |                        |                    |      |      |
| #    | Navn                     | Hanzi            | Pinyin                       | Administrativt centrum | Type               |      |      |
| 1    | Changchun                | 长春市           | Chángchūn Shì                | Chaoyang               | Subprovinsiel by   |      |      |
| 2    | Baicheng                 | 白城市           | Báichéng Shì                 | Taobei                 | Bypræfektur        |      |      |
| 3    | Baishan                  | 白山市           | Báishān Shì                  | Badaojiang             | Bypræfektur        |      |      |
| 4    | Jilin                    | 吉林市           | Jílín Shì                    | Chuanying              | Bypræfektur        |      |      |
| 5    | Liaoyuan                 | 辽源市           | Liáoyuán Shì                 | Longshan               | Bypræfektur        |      |      |
| 6    | Siping                   | 四平市           | Sìpíng Shì                   | Tiexi                  | Bypræfektur        |      |      |
| 7    | Songyuan                 | 松原市           | Sōngyuán Shì                 | Ningjiang              | Bypræfektur        |      |      |
| 8    | Tonghua                  | 通化市           | Tōnghuà Shì                  | Dongchang              | Bypræfektur        |      |      |
| 9    | Yanbian (For koreanerne) | 延边朝鲜族自治州 | Yánbiān Cháoxiǎnzú Zìzhìzhōu | Yanji                  | Autonomt præfektur |      |      |

Disse 9 enheder er igen inddelt i 60 enheder på amtsniveau (20 distrikter, 20 byamter, 17 amter og 3 autonome amter). Disse er igen inddelt i 1.532 enheder på kommuneniveau.

## Myndigheder
Den regionale leder i Kinas kommunistiske parti er Jing Junhai. Guvernør er Han Jun, pr. 2021.
- Wikimedia Commons har flere filer relateret til Jilin

43°53′03″N 125°18′30″Ø / 43.8842°N 125.3083°Ø